# 루트 브라보
린다 루트 브라보 사르미엔토(스페인어: Linda Ruth Bravo Sarmiento, 1992년 3월 6일 ~ )는 아르헨티나의 여자 축구 선수로 현재 멕시코 리가 MX 페메닐의 클루브 레온에서 미드필더로 활약하고 있으며 2018년부터 아르헨티나 여자 대표팀의 일원으로도 활동 중이다.

## 클럽 경력
에스투디안테스 데 라플라타 여자 유스팀에서 활동하다가 2015년 보카 주니어스 여자 성인팀 입단을 통해 프로에 정식 입문한 뒤 2017-18 시즌까지 보카 주니어스의 핵심 미드필더로 활약하며 리그 3회 우승(2015, 2016-17, 2017-18)을 이끌었고 이후 2018-19 시즌을 앞두고 당시 스페인 프리메라 페데라시온 페메니나 소속팀인 레알 마드리드 페메니노(당시 CD 타콘)로 이적하여 팀의 리그 우승 및 차기 시즌 리가 F 승격을 이끌었다.
그리고 2019-20 시즌을 앞두고 같은 리가 F의 소속팀인 라요 바예카노 페메니노로 이적하며 데뷔 이후 처음으로 리가 F 무대를 밟은 뒤 2시즌동안 활동하다가 2021-22 시즌을 앞두고 멕시코 리가 MX 페메닐의 CF 파추카 페메닐로 이적하여 2022 토르네오 클라우수라 준우승에 일조했으며 2021-22 시즌을 마친 뒤 같은 리가 MX 페메닐 소속팀인 클루브 레온으로 트레이드되었다.

## 국가대표 경력
아르헨티나 U-20 여자 대표팀 소속으로 2012년 FIFA U-20 여자 월드컵에 출전했고 이후 아르헨티나 여자 A대표팀 소속으로 2018년 코파 아메리카 페메니나에 출전하여 에콰도르와의 B조 3차전 경기에서 국제 A매치 데뷔골을 신고하며 팀의 6-3 완승에 일조했으며 팀도 이 대회에서 3위에 입상한 뒤 파나마와의 2019년 FIFA 여자 월드컵 예선 대륙간 플레이오프에서 1·2차전 합계 5-1 대승을 거두며 2007년 이후 12년만에 통산 3번째 여자 월드컵 본선 티켓을 거머쥐었다.
이후 2019년 FIFA 여자 월드컵 본선 엔트리에 합류하여 2011년 FIFA 여자 월드컵 우승팀인 일본, 유럽 대표 스코틀랜드를 상대로 아르헨티나 여자 축구 역사상 첫 월드컵 승점 획득을 이끌었고 3년 뒤에 열린 2022년 코파 아메리카 페메니나에도 참가해 2회 연속 코파 아메리카 페메니나 3위, 2회 연속 여자 월드컵 본선 진출, 6회 연속 팬아메리칸 게임 본선 진출에 일조했다.

## 대회 성적

### 클럽
보카 주니어스
- 캄페오나토 데 푸트볼 페메니노 : 우승 (2015, 2016-17, 2017-18)

 레알 마드리드 페메니노
- 프리메라 페데라시온 페메니나 : 우승 (2018-19)

 CF 파추카 페메닐
- 리가 MX 페메닐 : 준우승 (2022 토르네오 클라우수라)

### 국가대표팀
아르헨티나
- 코파 아메리카 페메니나 : 3위 (2018, 2022)